# SvampeBob Firkant (karakter)
SvampeBob Firkant (engelsk Spongebob SquarePants) er en fiktiv person i tegnefilmsserien Svampebob Firkant. SvampeBob Firkant var baseret på Jerry Lewis fra The Nutty Professor, Stan Laurel fra Gøg og Gokke, og Pee-wee Herman fra Så du røgen?. Han er blevet først set i "Help Wanted".
| Biografi | Spire Denne biografi er en spire som bør udbygges. Du er velkommen til at hjælpe Wikipedia ved at udvide den. |

1. ↑  Navnet er anført på engelsk og stammer fra Wikidata hvor navnet endnu ikke findes på dansk.
2. ↑  Navnet er anført på engelsk og stammer fra Wikidata hvor navnet endnu ikke findes på dansk.
3. ↑  Navnet er anført på engelsk og stammer fra Wikidata hvor navnet endnu ikke findes på dansk.
4. ↑  Navnet er anført på engelsk og stammer fra Wikidata hvor navnet endnu ikke findes på dansk.